# Ady Fuchs
Ady Fuchs, eigentlich Adolf Fuchs, auch Adi Fuchs (* 12. Dezember 1908 in Salzburg; † 20. Mai 2000 ebenda) war ein österreichischer Maler des 20. Jahrhunderts.

## Leben
Ady Fuchs studierte von 1934 bis 1937 Musik am Mozarteum, und anschließend angewandte Kunst an der Kunstgewerbeschule in München.
Ady Fuchs war beruflich langjährig Bühnenbildner im Landestheater Salzburg (1943 bis 1972). 1975 erlangte er eine Professur und unterrichtete.

## Werk
Neben der Bühnenbildnerei am Landestheaters, die zahlreiche Vorstellungen prägte, war Fuchs Landschaftsmaler, mit den Lieblingssujets Salzburg und Venedig. Die Malereien zeichnen sich durch eine eigenwillige Farblichkeit, oft in einer verfeinerten differenzierten Spachteltechnik, aus. Anfangs noch klassisch expressionistisch, wird das Spätwerk zunehmend abstrakt, im impressionistischen Sinne in die Farblichkeit aufgelöst. Der Einfluss der Inszenierung des Kulissenhaften ist im malerischen Werk spürbar.
Internationale Ausstellungen und Beteiligungen waren von 1972 bis 1978 im Rahmen des Concorso internazionale di pittura in Neapel, 1982 am Salon de Nations in Paris, 1986 am Centre international d’art contemporain in Paris; Einzelschauen in Salzburg waren 1978 im Museumspavillon im Mirabellgarten, 1987 in der Galerie der Stadt Salzburg und 1998 in der Galerie Weihergut (zum 90. Geburtstag).

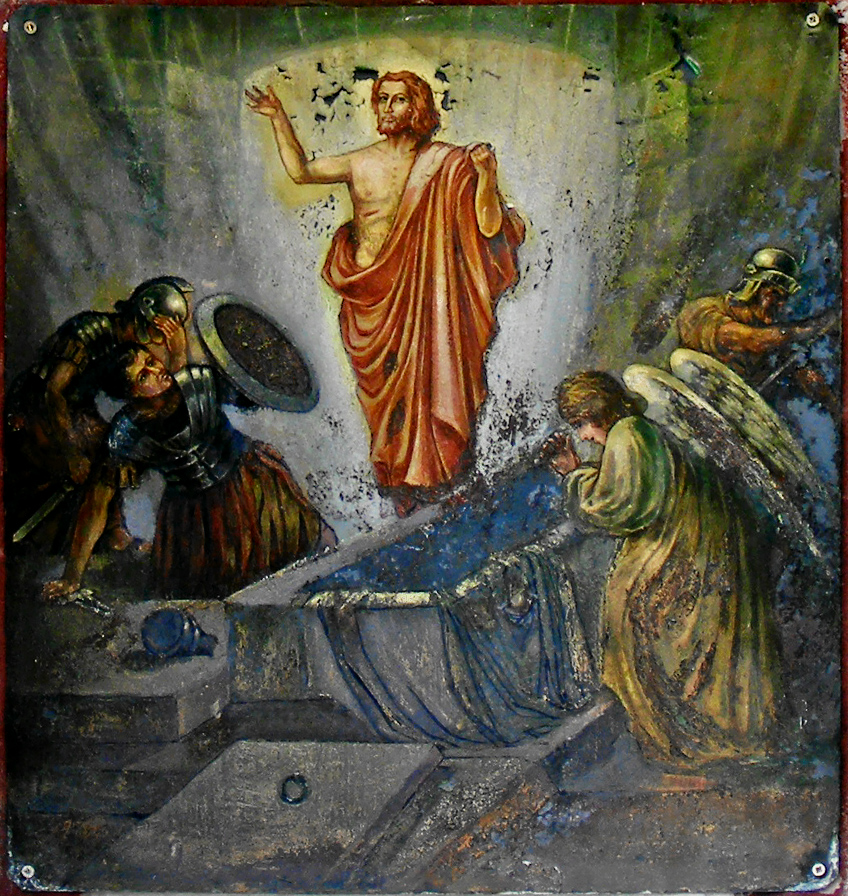
Geheimnissäule XI Auferstehung, um 1980

Zum bleibenden Werk gehört auch die Renovierung des Stationsweges nach Maria Plain mit der Gestaltung der nicht erhalten gebliebenen Geheimnissäulen in Nachempfindung der nazarenischen Originale der Belle Epoque.

## Würdigungen
- Ehrenbecher der Stadt Salzburg[1]